# Sometimes (canción de Erasure)
«Sometimes» es el cuarto disco sencillo publicado del grupo inglés de música electrónica Erasure, lanzado en 1986
Sometimes es una canción compuesta por Vince Clarke y Andy Bell.

## Descripción
Sometimes fue el primer sencillo adelanto del álbum The Circus.

Este sencillo fue realizado cuando Erasure empezaba a consolidar su primera base de fanes con los shows que brindaba en universidades y clubes bailables.

Sometimes pronto se convirtió en uno de los éxitos más grandes en la historia de la banda, ocupando el puesto número 2 en el ranking británico y el mismo lugar en Alemania y el primer puesto en Sudáfrica. Con este tema también lograron ingresar en los clubes bailables de Estados Unidos.

## Lista de temas
| CD Sencillo (CDMUTE51) / (INT 826.770) 1. «Sometimes» 3:37 2. «Sexuality» (Single Mix) 3:55 3. «Sometimes» (12" Mix) 5:22 4. «Sexuality» (12" Mix) 6:41 5. «Say What» (Remix) 7:15 12" Vinilo Sencillo (12MUTE51) / (INT 126.854) - A1 «Sometimes» (12" Mix) 5:22 - B1 «Sexuality» (12" Mix) 6:41 - B2 «Say What» (Remix) 7:15 12" Vinilo Sencillo (Sire 20614-0) - A1 «Sometimes» (Extended Mix) 5:22 - A2 «Sometimes» (Shiver Mix) 7:30 - B1 «It Doesn't Have To Be» (The Boop Oopa Doo Mix) 7:12 - B2 Sexuality (Private Mix) 5:56 12" Vinilo Sencillo (L12MUTE51) / (INT 126.855) - A1 «Sometimes» (Shiver Mix) 5:50 - B1 «Sexuality» (Private Mix) 5:56 - B2 «Senseless» (Remix) 5:07 | 7" Vinilo Sencillo (MUTE51) / (INT 111.843) - A «Sometimes» 3:37 - B «Sexuality» (Single Mix) 3:55 7" Vinilo Sencillo x 2 (DMUTE56) - A «It Doesn't Have To Be» 3:41 - B «In The Hall Of The Mountain King» 2:31 - A «Sometimes» 3:37 - B «Sexuality» (Single Mix) 3:55 7" Vinilo Sencillo (Sire 7-28362) - A «Sometimes »3:37 - B «It Doesn't Have To Be» (Single Edit) 3:41 Casete sencillo (CMUTE51) 1. «Sometimes» 3:37 2. «Sexuality» (Single Mix) 3:55 3. «Who Needs Love Like That» 3:03 4. «Heavenly Action» 3:21 5. «Oh L'Amour» 3:04 |

## Créditos
- Guy Barker participa tocando la trompeta como artista invitado en "Sometimes".
- "Say What" fue escrita por Clarke y Bell. En la Argentina, dicho tema apareció en varios compilados e incluso tuvo difusión radial.
- "Sexuality", "It Doesn't Have To Be", "Senseless", "Heavenly Action" y "Oh L'Amour" fueron escritas por Clarke y Bell.
- "Who Needs Love Like That" fue escrita por Vince Clarke.
- "In the Hall of the Mountain King" es un fragmento de música incidental, opus 23, compuesto por Edvard Grieg para la obra de Henrik Ibsen Peer Gynt, que se estrenó en Oslo el 24 de febrero de 1876. Esta pieza fue finalmente incluida como final de la Peer Gynt suite n.º 1, op. 46. Los arreglos fueron hechos por Erasure.[5]

## Video
El video musical, dirigido por Gerard de Thame, muestra a Andy Bell cantando y Vince Clarke  bailando en la terraza de una torre, esquivando las sábanas colgadas.

## Datos adicionales
Cuando presentaron el tema, en algunos shows en televisión, hicieron otra versión de Sometimes, con una letra menos explícita.

## Otras versiones
En 2009, la banda alemana And One realizó una versión de Sometimes.

## Posicionamiento
| Listas (1986)               | Posición |
| --------------------------- | -------- |
| Australian Singles Chart    | 50       |
| Austrian Singles Chart      | 10       |
| Dutch Singles Chart         | 2        |
| French Singles Chart        | 38       |
| German Singles Chart        | 2        |
| Irish Singles Chart         | 3        |
| Italian Singles Chart       | 22       |
| New Zealand Singles Chart   | 15       |
| South African Singles Chart | 1        |
| Spanish Singles Chart       | 1        |
| Swedish Singles Chart       | 20       |
| Swiss Singles Chart         | 3        |
| UK Singles Chart            | 2        |
| U.S. Hot Dance Club Songs   | 4        |

## Sometimes (2015)
Sometimes (2015) es el cuadragésimotercero disco sencillo publicado del grupo inglés de música electrónica Erasure, lanzado el 23 de octubre de 2015. Este tema es una remezcla hecha por David Wrench del tema original de 1985.

### Lista de temas
1. «Sometimes» (2015 Mix) 3ː33
2. «Sometimes» (Love To Infinity Club Mix) 6ː42
3. «Sometimes» (Original 12″ Mix) 5ː20
4. «Sometimes» (Danny Rampling Mix) 6ː02
5. «Sometimes» (John ’00’ Fleming’s Full Vocal Club Mix) 7ː02
6. «Sometimes» (Love To Infinity Ecstasy Dub) 6ː39
7. «Sexuality» (Private Remix) 5ː56
8. «Senseless» (Remix) 5ː07[10]